# Concejo de Montería
El Concejo de Montería es una Corporación Administrativa de elección popular, compuesta por 19 concejales de diferentes tendencias políticas, elegidos democráticamente para un período de cuatro años, y cuyo funcionamiento tiene como eje rector la participación democrática de la comunidad. El concejo es la entidad legislativa del municipio, emitiendo acuerdos de obligatorio cumplimiento en su jurisdicción territorial. Entre sus funciones está aprobar los proyectos de los alcaldes, elegir personero y contralor municipal y posesionarlos, dictar las normas orgánicas del presupuesto y expedir anualmente el presupuesto de rentas y gastos.

## Comisiones

### Comisiones `Permanentes
Las Comisiones Permanentes son las encargadas de surtir en primer debate a los proyectos de acuerdo de su competencia, además ejercer las atribuciones del artículo 40 de la Ley 136 de 1994 y las demás que señale la ley.
El Concejo de Montería cuenta con tres Comisiones Permanentes, cada una de ellas encargada de estudiar, en primer debate, los proyectos de acuerdo de su competencia; y diversas Comisiones Accidentales donde se trabajan temas específicos que afectan a la comunidad.

#### Comisión Primera
Tiene como algunas de sus funciones adoptar los Planes de Desarrollo, el Plan de Ordenamiento Territorial, sus modificaciones y los instrumentos que lo desarrollan; y el estatuto de valorización.

#### Comisión Segunda
Se encarga entre otras, de estudiar el presupuesto Municipal, los impuestos, tasas, contribuciones, gravámenes, reducciones, exenciones y la redistribución por programas e incrementos de tales gravámenes.

#### Comisión Tercera
Procura el análisis de temas relacionados con la educación, cultura, recreación, salud, seguridad, bienestar social, vivienda, transporte y tránsito, bienestar laboral, deporte, entre otros.

## Concejales
La siguiente es la lista de concejales activos en la corporación y la división entre gobierno, oposición e independientes.
| Concejal                           | Partido                                  | Posición |
| ---------------------------------- | ---------------------------------------- | -------- |
| Pablo César Villadiego Brun        | Partido Liberal                          |          |
| Jader Eduardo Solano Flórez        | Partido Liberal                          |          |
| Duván Yesid Sánchez Martínez       | Partido Liberal                          |          |
| Elkin Darío Ávila De Ávila         | Partido Liberal                          |          |
| Carlos Andrés Verbel Espitia       | Partido Conservador                      |          |
| Miguel Andrés García Ramos         | Partido Conservador                      |          |
| Álvaro Daniel Cabrales Vergara     | Partido Conservador                      |          |
| Julio César Hoyos Zapata           | Partido Cambio Radical                   |          |
| Daniel Francisco Payares Hernández | Partido Cambio Radical                   |          |
| Carmelo José Tobías Cogollo        | Partido Alianza Social Independiente     |          |
| Trino Hoyos Piñeres                | Partido Alianza Social Independiente     |          |
| Moisés Adiel Licona Salgado        | Movimiento Alternativo Indígena y Social |          |
| John Edison Hoyos Duque            | Colombia Renaciente                      |          |
| Juan David Rangel Yánez            | Colombia Renaciente                      |          |
| Juan Vicente Vargas Buelvas        | Nuevo Liberalismo                        |          |
| Jader Luis Garay Mestra            | Nuevo Liberalismo                        |          |
| Nacor David Díaz Ruiz              | Nuevo Liberalismo                        |          |
| Gian Xavier Berrío Cárcamo         | Nueva Fuerza Democrática                 |          |
| Anyi Pacheco López                 | Democracia en Acción                     |          |

### Mesa Directiva Histórica
| Año  | Presidente                       | Partido                | Vicepresidente 1°          | Partido         | Vicepresidente 2°       | Partido                | Ref   |
| ---- | -------------------------------- | ---------------------- | -------------------------- | --------------- | ----------------------- | ---------------------- | ----- |
| 2012 | Ludys Esther Rodríguez Angulo    |                        |                            |                 |                         |                        | [ 2 ] |
| 2013 | Ceyla Enith Ramos Romano         |                        |                            |                 |                         |                        | [ 2 ] |
| 2014 | Andrés Felipe Pérez Posada       |                        |                            |                 |                         |                        | [ 2 ] |
| 2015 | Reinaldo Manuel Peña López       |                        |                            |                 |                         |                        | [ 2 ] |
| 2016 | Carlos Alberto Zapata            |                        |                            |                 |                         |                        | [ 2 ] |
| 2017 | Amaury Carmelo Contreras Ubarnes |                        |                            |                 |                         |                        | [ 2 ] |
| 2018 | Liliana Yunez Luqueta            |                        |                            |                 |                         |                        | [ 2 ] |
| 2019 | Emiliano Pastor Álvarez Bedoya   |                        |                            |                 |                         |                        | [ 2 ] |
| 2020 | José David Wberth Escobar        |                        |                            |                 |                         |                        | [ 2 ] |
| 2021 | Leonel Alfonso Márquez Sanes     |                        |                            |                 |                         |                        | [ 2 ] |
| 2022 | Billy Soto Madrid                | Partido Cambio Radical |                            |                 |                         |                        | [ 2 ] |
| 2023 | Juan David Rangel Yanez          | Colombia Renaciente    | Devier Acosta Pimienta     | Partido Liberal | Juan Rois Dereix        | Partido Cambio Radical | [ 2 ] |
| 2024 | John Edison Hoyos Duque          | Colombia Renaciente    | Elkin Darío Ávila De Ávila | Partido Liberal | Jader Luis Garay Mestra | Nuevo Liberalismo      | [ 3 ] |